# 2014年加沙戰爭
2014年以巴冲突，亦称2014年加沙战争，以色列方面称之为“保护边缘行动”（Mivtza' Tzuk Eitan，又被译为保护边界行动或护刃行动），是以色列国防军自2014年7月8日起在哈马斯统治的加沙地带开展的军事行动。哈马斯成员绑架并杀害三名以色列青少年后，以色列国防军逮捕了激进分子领导人，哈马斯隨後朝以色列发射火箭弹，为期七周的冲突由此爆發。以色列的空袭和轰炸以及巴勒斯坦的火箭彈袭击共造成数千人死亡，其中绝大多数是加沙人。 
衝突開始50天後，以色列與巴勒斯坦武裝組織哈馬斯同意埃及提出的方案，自格林威治時間8月26日16時起在加沙實施無限期停火，為50天以來造成超過2,100多人死亡的加薩戰事畫下句點。停火協議生效後，以軍機飛離加沙上空，加沙武裝人員也停止向以色列境內發射火箭彈，以色列同時開放以色列與加薩間的邊界關卡，讓人道援助和賑濟物資和重建材料迅速進入，解除2007年以來對加沙走廊的封鎖。

## 背景

### 绑架事件
此次冲突的导火索是三名以色列青少年2014年6月于约旦河西岸遭到绑架后遇害的一连串事件，以色列指责哈马斯犯下此罪行。以色列国防军声称两名绑架青少年的犯罪嫌疑人，为哈马斯的部下。但以色列当局没能给出证据），哈马斯否认参与事件，对事件亦不知情。以色列军队在冲突中擊斃的10名巴勒斯坦人含两名未满18岁的巴勒斯坦青年，逮捕数百名在西岸寻找失踪少年的人，并发动“兄弟的老板行动”，摧毁哈马斯的基础设施和监狱。在搜寻三名失踪的以色列青少年期间，以色列国防军逮捕了多名被释放用以交换吉拉德·沙利特的战俘。自从2012年11月云柱行动达成停火协议，哈马斯已被视为从加薩地带发射火箭弹的武装分子，对2014年7月8日向以色列发射火箭弹幕一事有直接责任，并坚持再次以释放被捕者作为停火条件。
三名遇害以色列人的葬礼几小时后，名为穆罕默德·阿布·哈德尔的16岁巴勒斯坦少年遭绑架，并被犹太教极端分子进行报复性攻击活活杀死。六名涉嫌谋杀罪的犹太犯罪嫌疑人已被以色列警方逮捕。哈德尔的尸体被发现，导致东耶路撒冷的抗议和骚乱，蔓延至全国各地的阿拉伯人村庄，以色列总理本雅明·内塔尼亚胡正式提出慰问和道歉。同时，加薩向以色列发射火箭弹，导致以色列向加薩地带发动空袭。潜在的休战被埃及撮合，哈马斯同意拿以色列承诺停止空袭为条件，停止发射火箭弹，据报道该交易于7月4日达成。哈马斯透露休战议定将在数小时内宣布。以色列一名发言人表示：“一切在哈马斯的法庭里。”
然而公告迟迟没来。7月7日，以色列袭击了加薩几处地点，包括贝尔谢巴、阿什杜德、奥法基姆、亚实基伦和內提沃特，加薩随即向以色列境内发射100枚火箭予以还击。周一晚，以色列打击了加薩地带的50个目标，加薩的巴勒斯坦武装分子在周二7月8日，24小时内以色列发射超过140枚火箭弹，北至哈代拉超越特拉维夫，以色列反火箭弹防御系统铁穹拦截30枚。以色列还挫败了武装分子从海岸进行的渗透，并于周二上午开始主要军事行动。
以色列国防军发言人在行动开始前发布推特，声称“以色列国防军已在加薩走廊开展对抗哈马斯的保护边缘行动，以阻止以色列公民每天都面对的恐怖。”
巴勒斯坦总统发言人表示，此次行动是“对巴勒斯坦人宣战”，并抗议以方声称的屠杀无辜，还称“巴勒斯坦必将以一切合法手段保卫自己的权利”。
保护边缘行动是加薩自2008-2009年加薩战争以来最为致命的军事行动。

## 行动目的
以色列方面的目的是消除以色列南部遭火箭弹袭击的威胁，并摧毁哈马斯的武器储存设施及其他针对以色列军事行动的基础设施，削弱哈马斯的军事能力。

## 衝突過程
2014年以巴冲突在7月7日开始，并于8月27日停火。

### 7月7日
以色列安全内阁7月7日召开会议，决定升级对加沙地带的打击力度，并要求以色列国防军做好突然扩大军事行动规模的准备。同日以色列国防军征召1,500名预备役人员。

### 7月8日
當日超过154枚火箭从加沙向以色列发射，至少117枚火箭弹袭击以色列，29枚火箭弹是由铁穹导弹防御系统拦截。在加沙地带，以色列国防军攻击150个目标。
以色列总理内塔尼亚胡授权征召预备役人员40,000人，为地面进攻加沙做好准备。
以色列国防军8日凌晨宣布，已经向加沙地带发起代号为“保护边缘”的军事行动。
由于局势升级，以色列政府取消了所有距离加薩40KM距离范围内的项目，同时要求此范围的居民待在家中，或者庇护设施附近。所有夏令营关闭，大学取消期末考试。同时禁止举行300人或以上规模的集会。
晚間，以色列军方宣布，超过150枚火箭已经向以色列发射，其中至少29枚被拦截。以色列攻击了150个目标。其中包括五名哈马斯高级官员，10个地下走私通道，90个隐蔽火箭发射器和18处武器储存和生产基地。其中一个遇害者据说是穆罕默德·沙班，哈马斯高级军事官员，以色列的导弹击中了他的汽车。
同时，以色列军方透露了一个被挫败的渗透细节。“几个枪手手持手榴弹”从海上接近以色列南部的一个军事基地图谋发动袭击。军方说，已杀死了四个枪手，并寻找其他人，并且通过以色列军方电台发佈了一些攻击视频。

### 7月9日
當日超过113枚火箭从加沙向以色列发射，至少90枚火箭弹击中以色列，24枚火箭弹是由铁穹导弹防御系统拦截。在加沙地带，以色列国防军攻击320个目标。

### 7月10日
當日超过192枚火箭从加沙向以色列发射，至少141枚火箭弹击中以色列，44枚火箭弹是由铁穹导弹防御系统拦截。在加沙地带，以色列国防军攻击210个目标。

### 7月11日
當日超过140枚火箭从加沙向以色列发射，至少107枚火箭弹击中以色列，27枚火箭弹是由铁穹导弹防御系统拦截。在加沙地带，以色列国防军攻击235个目标。

### 7月12日
當日超过129枚火箭从加沙向以色列发射，至少117枚火箭弹袭击以色列，9枚火箭弹是由铁穹导弹防御系统拦截。在加沙地带，以色列国防军攻击了120个目标。

### 7月13日
當日超过130枚火箭从加沙向以色列发射，至少102枚火箭弹袭击以色列，22枚火箭弹是由铁穹导弹防御系统拦截。

### 7月14日
當日超过115枚火箭从加沙向以色列发射，至少92枚火箭弹袭击以色列，15枚火箭弹是由铁穹导弹防御系统拦截。在加沙地带，以色列国防军攻击163个目标。

### 7月15日
當日超过155火箭从加沙向以色列发射，至少122火箭弹击中以色列，26火箭弹是由铁穹导弹防御系统拦截。在加沙地带以色列国防军攻击了96个目标。
午夜不久，以色列宣布在内阁会议上讨论埃及提出的停火建议。上午10:50，以色列领导人已指示军队暂停袭击加沙。到了15:00，因自上午9点开始，约47枚火箭从加沙向以色列发射。以色列国防军因此恢复行动。
截止今日，以色列国防军摧毁一处哈马斯的隧道，共计20处隐蔽火箭发射器，武器储存设施及其他行动的基础设施。

### 7月16日
當日超过132火箭从加沙向以色列发射，至少82火箭弹击中以色列，33枚火箭弹由铁穹导弹防御系统拦截。在加沙地带以色列国防军攻击了176个目标。
以色列开始向加沙地区转移物资。以色列军方发言人宣布，他们散发传单要求平民在以色列空袭之前远离哈马斯目标。

### 7月17日
以色列国防军挫败13名哈马斯武装分子试图通过地道渗透以色列的行动。联合国近东救济工程处发出抗议。昨天，在其处所定期检查的过程中，工程处发现大约20枚火箭隐藏在加沙地带一空置的学校。

在晚間以色列同意由聯合國題議之五小時的人道停火，隨後哈馬斯亦同意。停火由當地時間晚間10點持續到凌晨三點。不過夜間以色列国防军地面部队、坦克、火炮、作战工程师和现场情报人员正进入加沙地带。该武装力量是由以色列空军，海军和其他以色列安全机构的支持。保护边缘行动的新阶段已经开始。以色列在原先动员的4.2万名预备役士兵基础上，又征召了8000名预备役军人。
巴勒斯坦民族权力机构主席马赫穆德·阿巴斯已前往开罗，讨论停战条件。以色列周四晚宣布，已发动对加沙地带的地面作战行动。以色列方面警告，若有必要还可能进一步扩大这场战争。

### 7月18日
當日超过135火箭从加沙向以色列发射，至少87火箭弹击中以色列，40火箭弹是由铁穹导弹防御系统拦截。以色列国防军攻击在加沙地带240个目标。
以色列国防军发现10隧道。一枚火箭弹击中甘亚夫涅的一所幼儿园。一枚火箭弹击中并毁坏沙阿拉·哈那盖乌（Sha'ar HaNegev）的一所民用建筑。
以色列政府批准以色列国防军额外征调另外18000名预备役人员。以色列军方宣布，经过一夜的行动，共杀死14名哈马斯武装分子，摧毁了20个火箭发射器，9处隧道，共103个目标。同时，有50枚火箭弹由加沙射向以色列。其中20枚被铁穹系统拦截，25枚落入空地。
昨晚开始的行动，以色列国防军地面部队杀死17名武装分子，13人投降。还攻击了21个火箭发射器和4处隧道。以色列国防军揭示在加沙发现的新隧道。以色列装甲部队杀死两名企图发射反坦克导弹进行攻击的武装分子。约53,200以色列国防军预备役士兵被征召。
沙卫生部新闻发言人Ashraf al-Qedra医生宣布，在加沙战斗中约2,290人受伤，72名儿童死亡。内塔尼亚胡警告说，以色列地面部队正准备扩大进攻对哈马斯武装分子，之后哈马斯拒绝埃及支持的停火建议。
哈马斯领导人抱怨说，这项交易他们没有被征询意见。他们希望以色列边境开放口岸和巴勒斯坦囚犯的自由。

### 7月19日
當日超过111枚火箭从加沙向以色列发射，至少88枚火箭弹击中以色列，18枚火箭弹是由铁穹导弹防御系统拦截。在加沙地带以色列国防军攻击击140个目标。由以色列国防军发现13条隧道。两名以色列军人受到哈马斯武装分子袭击死亡。
以色列国防军19日晚证实，两名以色列军人当天遭潜入以色列境内的哈马斯武装人员袭击死亡。一名20岁的以军士兵Adar Bersano，来自纳哈里亚，和一名45岁的少校 Amotz Greenberg，来自霍德夏沙隆，在袭击中受重伤，送到贝尔谢巴的索罗卡医院（Soroka Hospital）后不治身亡。3名以军士兵受伤，一名哈马斯武装人员被打死，其余几名哈马斯武装人员设法逃回了加沙地带。，
哈马斯的军事武装卡桑旅发表声明说，12武装分子渗入以色列进行了伏击。 据该组织表示，他们将展示在事件中获得的M-16突击步枪。
锡瓦医院Shiva Hospital的主任Ze'ev Rothstein教授表示，周六午夜的事件中两名以色列国防军军官被打成重伤，三名军官和士兵为中度受伤，五名士兵受轻伤。

### 7月20日
周日，保护边缘行动进入第12日。當日超过87火箭从加沙向以色列发射，至少70火箭弹击中以色列，16火箭弹是由铁穹导弹防御系统拦截。在加沙地带以色列国防军攻击187个目标。
以色列国防军自7月17日发现13条隧道。以色列国防军戈兰旅在加沙的地面行动中阵亡13人。大约20吨医疗物资通过凯雷姆沙洛姆口岸送入加沙地带。以色列电台报道，以国防军士兵在以色列医院的数量是51人.7人重伤，15中等伤害，还有8个人被评估中，而其余人受轻伤。
根据收到的报告，哈马斯在埃雷兹过境点阻止记者离开加沙。以色列国防军同意红十字会的要求，在舒加艾耶Shuja'iya开设人道主义窗口。以色列国防军在13:30-15:30单方面停火。
以色列总理内塔尼亚胡通过BBC阿拉伯语节目敦促加沙人逃离家园。以色列方发言人宣布，从昨晚开始，以色列国防军戈兰旅13名士兵在加沙地带的Shejayia与哈马斯战斗中死亡。该单位的指挥官，上校Rosan Aliyan重伤。加沙卫生部官员说，60名巴勒斯坦人死亡。

以色列国防部高级官员批评军队仍在使用上世纪60年代制造的M113装甲运兵车，它导致在7名戈兰旅士兵在RPG火箭袭击中阵亡。
联合国秘书长前往中东斡旋巴以冲突。潘基文除前往多哈，也访问科威特城、开罗、耶路撒冷、拉姆安拉和安曼。

### 7月21日
周一，保护边缘行动进入第13天。路透社报道，联合国将就加沙局势召开紧急会议。美国国务卿约翰·克里星期一清晨将离开华盛顿前往开罗和耶路撒冷，试图促成巴以停火。
加沙卫生部更新死亡人数，自从保护边缘行动开始，巴勒斯坦方面死亡508人 3,150人受伤。真主党秘书长哈桑·纳斯鲁拉在电话交谈中告诉哈马斯政治主任哈立德·马沙尔和伊斯兰圣战组织领导人拉马丹·沙拉赫，他赞扬他们对以色列的抵抗。并补充说，他的组织准备协助他们的斗争。
联合国近东救济工程处发言人克里斯·吉尼斯说，加沙85,000居民已逃到了避难所。以色列国防军在加沙的野战医院开放，将和红新月会一起治疗受伤的加沙民众。
在过去的24小时，7名以色列国防军士兵在加沙地带与哈马斯的战斗中阵亡。土耳其政府宣布全国开始在星期二哀悼三天，声援在加沙的巴勒斯坦人。（美联社，安卡拉）

### 7月22日
在东耶路撒冷蒙面巴勒斯坦人与警方冲突；暴徒投掷石块、燃烧瓶。警方以控制措施应对骚乱。暂无伤亡报道。美国国务院发出旅行警告,警告美国人不要前往以色列，约旦河西岸和加沙地带。
整夜有16人被送往贝尔谢巴的索罗卡医院，其中一个情况严重，两人中度伤。37名士兵目前正在医疗中心住院治疗的：其中5名情况严重，16在受伤中度以下，其余与轻伤。佩塔提克瓦贝林松医院收到20名伤员，其中包括2名情况严重，2人伤情温和。
美国国务卿约翰·克里说，美国正在发送4700万美元援助加沙，以减轻一些直接的人道主义危机。半岛电视台称，在加沙以色列国防军轰炸其办事处。

### 8月1日
美國和聯合國宣佈，以巴衝突雙方同意在當地時間週五早上8時停火72小時，但雙方仍繼續衝突。停火生效僅2小時候，以軍再次炮擊加沙南部的拉法地區，造成至少35名巴勒斯坦人喪生，另有100多人受傷。

### 8月5日
以色列及哈馬斯在格林威治時間8月5日清晨5時開始72小時停火，同時由埃及主持在開羅舉行的談判。
以色列軍方發言人勒納（Peter Lerner）告訴記者，3天停火期展開時，以軍將完全撤出加薩走廊，但會駐守加薩走廊外，採取防衛狀態。
在停火令結束之前的3個多小時，巴勒斯坦伊斯蘭抵抗運動（哈馬斯）已經急不及待，恢復向以色列境內發射火箭彈，以色列則發動空襲回擊，加沙地帶再陷入戰火。
停火令結束後，以色列南部多處地區隨即響起警報聲，哈馬斯恢復漫無目地發射火箭彈，而以色列總理則下令軍方回擊。以軍消息稱，哈馬斯的火箭擊中以色列南部，造成一名平民受傷、一名士兵輕傷。
巴勒斯坦醫療官員則表示，停火協議當天稍早破局，加沙即傳出首名巴勒斯坦人死亡。以色列空襲加沙城一間清真寺附近後，造成一名10歲男童身亡，另有6人受傷，其中一人是女性。

### 8月11日
埃及倡議的巴勒斯坦加沙地帶第二次72小時停火生效，巴勒斯坦和以色列談判代表預計會在停火期間，在埃及首都開羅恢復長期停火談判。
以色列和巴勒斯坦在72小時停火於午夜到期的最後期限前半個小時，達成延長停火5天的協議，以色列軍隊退回到加沙邊界部署。
以巴最新的5天停火即將在18日午夜結束之際，巴勒斯坦高層官員表示，以色列和巴勒斯坦談判代表商定將加沙臨時停火再度延長24小時，直至當地時間周二午夜，以便就長期停火舉行進一步談判。
在停火時間截止前數小時，傳出以色列南部城市俾什巴（Beersheba）遭攻擊，以色列指控哈馬斯破壞停火協議並召回談判代表，隨即展開報復，朝加沙開砲。哈馬斯表示，他們向以色列發射40枚火箭，攻擊特拉維夫、耶路撒冷和南部城市俾什巴（Beersheva）等地。其中一枚火箭瞄準特拉維夫附近的以色列主要國際機場班古里昂機場（Ben-Gurion Airport），但並未擊中。此外，哈馬斯於20日清晨表示，以色列針對加沙市的空襲，殺害了哈馬斯軍事指揮官戴夫（Mohammed Deif）的妻子以及他還在襁褓中的女兒。
巴勒斯坦衛生官員說，以色列發動35次空襲，其中一次攻擊加薩市一棟房屋，造成一名婦女和一名兩歲大女孩喪生。這是以軍五天來首度發動空襲。

### 8月26日
巴勒斯坦與以色列於26日在埃及等方面的斡旋下達成無限期停火協議。停火於當地時間26日晚7點（UTC+8地區27日零時）開始生效，雙方同意「永久停火」。巴以自7月以來爆發的嚴重衝突造成雙方2200多人死亡，衝突造成的直接經濟損失達50億美元。

## 伤亡损失

### 巴勒斯坦
截至2014年7月30日，已造成至少1258人死亡，超过7100人受伤，死伤者大部分被证实为平民。目前，约有1.7万名巴勒斯坦人迫于安全威胁逃离了加沙地带北部的住所，前往周边的联合国难民营求助。
由于哈马斯藏匿于平民建筑中，以色列对哈马斯的军事行动对平民造成了大量伤亡。芬兰赫尔辛基日报的一记者称，哈马斯在加沙的Al Shifa医院从医院停车场向以色列发射火箭弹。

### 以色列
2014年7月15日，在进入加沙的埃雷兹过境点十字路口附近，一名37岁的男子在给士兵发放食物时被一枚迫击炮弹击中身亡。

## 各界反应
以色列

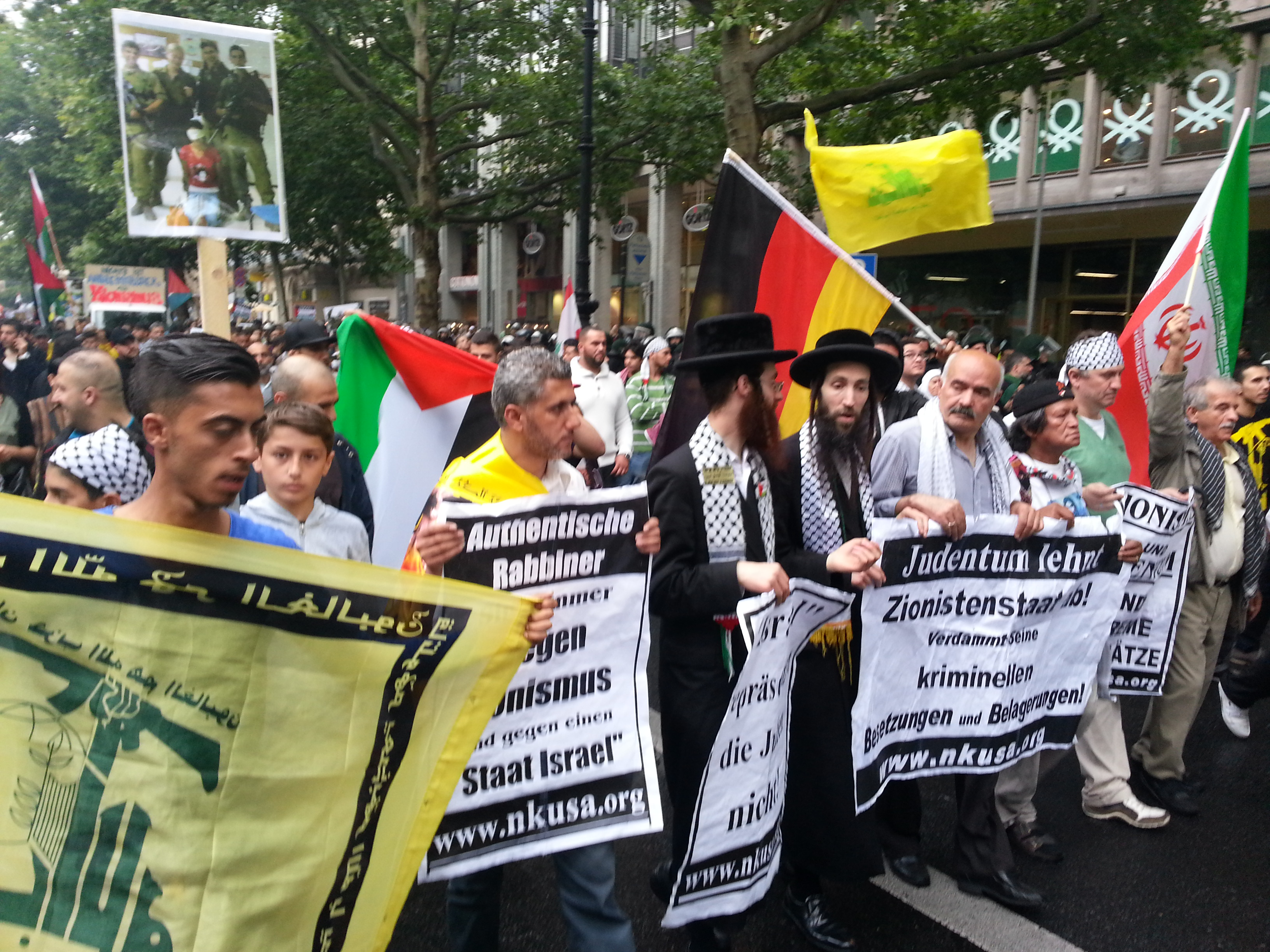
聖城示威 2014 柏林選帝侯大街 - Spitze des Demonstrationszugs - 2 極端正統的猶太教猶太教學者在「以色列猶太復國主義國家」示威

以色列总理内塔尼亚胡指示将打击哈马斯势力，并指责这次事件是由于哈马斯频繁发射火箭弹袭击所致紧张局势升级，并表示以色列军队已做好地面战准备。
以色列国防部长亚阿隆于2014年7月9日表示，此次护刃行动将是场持久战争，并声称哈马斯要为之前用火箭弹袭击行为付出代价。
以色列驻华使馆于2014年7月9日发表声明，表示此次行动是针对哈马斯采取的针对以色列平民的火箭弹袭击所采取的措施，并表示哈马斯藏匿于平民建筑中向以色列袭击。
 美国
美国总统贝拉克·奥巴马7月18日表示，他对加沙冲突造成的平民伤亡感到“深深关切”。
 越南
7月12日，越南的外交部发言人黎海平表示越南对这冲突有深深的关切并希望双方能克制并尽早解决冲突。